# Molnfri bombnatt
Molnfri bombnatt är en roman av den svenska författaren Vibeke Olsson som utkom 1995. Boken utspelar sig i Tyskland under andra världskriget, liksom Olssons båda böcker om den tyska flickan Ulrike. Medan dessa var att betrakta som ungdomsböcker riktar sig Molnfri bombnatt framför allt till en vuxen publik. 

## Handling
Romanens huvudperson är den unga Hedwig Hannelore Maurer som läsaren får följa vid tiden före, under och efter kriget. Boken är upplagd så att läsaren får följa den äldre Hedwigs tillbakablickar på sitt tragiska förflutna. Ett viktigt tema är hur Hedwig slits mellan sina lojaliteter och söker sin egen identitet. Hennes föräldrar är hängivna socialdemokrater och fadern sänds efter nazisternas maktövertagande till koncentrationsläger där han sedan dör. Hedwig längtar mest av allt efter att passa in i samhället och dras till nationalsocialismen, särskilt sedan hon mött och förälskat sig i SS-mannen Wilhelm Schurbiegel. 
Det är Wilhelms och Hedwigs olyckliga kärlekshistoria som står i centrum för boken. Eftersom Hedwigs far var en så kallad statsfiende anses hon inte god nog åt en SS-man. Wilhelm gifter sig därför med en annan, men ingen av dem kan glömma den andra.